# Noël Villatte
Pour les articles homonymes, voir Villatte.
Noël Villatte (Angers, 31 décembre 1872 - Albi, 18 juillet 1931) est un explorateur, astronome et cartographe français. 

## Biographie
Il fait l'école des mousses de Brest (1887-1889) et devient timonier sur La Couronne (1889-1890).
Astronome-calculateur à l'observatoire d'Alger, il est un des rares civils engagé dans la mission Foureau-Lamy pour traverser le Sahara du Nord au Sud (1898-1900). 
Avec François-Henry Laperrine et Charles de Foucauld, il explore en 1904 la zone d'Adrar à Timiaouine à la frontière soudanaise mais, devant les hostilités du capitaine Jean-Baptiste Théveniaut, renonce à gagner Tombouctou. Les hommes rejoignent alors le Touat. Villatte entreprend la triangulation du Sahara septentrional. 
En 1908, il est chargé par le ministère de l'Instruction Publique et le gouvernement de l'Algérie de continuer ses relevés géodésiques au Hoggar et au Soudan. Il part alors d'In Salah en février 1909 et atteint le Niger en juin. À partir de Ménaka (juillet), il traverse le Hoggar et gagne le Tidikelt. 
Envoyé pour une nouvelle mission cartographique et géodésique, il fait en 1912 la première ascension du Tahat à 2 918 m d'altitude, point culminant du Hoggar. Il effectue alors de nombreuses et importantes observations sur les phénomènes magnétiques du Sahara. 
On lui doit de nombreuses cartes dont une carte du Sahara central au 1/1 500 000.

## Travaux
- Le raid du commandant Laperrine, La Géographie, 1904, p. 81-84
- Du Tidikelt vers Tombouctou, La Géographie, 1905, p. 209-230
- De Ouargla au Tidikelt et vers Tombouctou, longitudes définitives, La Géographie, 1906, p. 443-446
- Le régime des eaux dans la région lacustre de Goundam, 1907
- Mission d'In-Salah à Tamanghasset, 1909
- Contribution à l'étude du magnétisme dans le Sahara, La Géographie, 1912, p. 179-184

## Distinctions
- Officier de l'Ordre des Palmes académiques (5 janvier 1896)
- Chevalier de la Légion d'honneur (8 mai 1901)[2]